# Eleccions municipals de 2019 a Montbrió del Camp
Les eleccions municipals de 2019 a Montbrió del Camp van ser unes eleccions locals que es van celebrar el diumenge 26 de maig de 2019 a Montbrió del Camp, al Baix Camp, com a part de les eleccions municipals espanyoles. Es van triar els 11 regidors de l'Ajuntament de Montbrió del Camp.

## Sistema electoral
Les eleccions als ajuntaments de l'Estat espanyol estan fixades per celebrar-se el quart diumenge de maig cada quatre anys. El sistema electoral fa servir la regla D'Hondt amb representació proporcional, llistes tancades i una barrera electoral del 5% dels vots vàlids, que inclou els vots en blanc. La votació per a l'assemblea local es basa en el sufragi universal.
En les eleccions municipals, la circumscripció electoral és en l'àmbit municipal i el nombre d'escons (o sigui, regidors) a triar del municipi es determina en funció del nombre d'habitants censats en aquest municipi. En el cas de Montbrió del Camp, en tenir 2.059 persones censades, l'hi correspon 11 regidors.

## Candidatures
El 30 d'abril del mateix any, la Junta Electoral de Zona de Reus va proclamar les tres candidatures del municipi de Montbrió del Camp en el Butlletí Oficial de la Província de Tarragona.
1. Acció per Montbrió - Acord Municipal (AM - AM)
2. Junts per Montbrió (JUNTS)
3. Partit dels Socialistes de Catalunya-Candidatura de Progrés (PSC-CP)

## Jornada electoral

### Constitució de les meses
En aquell moment, Montbrió del Camp tenia una població de 2.828 habitants, dels quals 2.059 persones van ser cridades a votar a una de les urnes de les 4 meses que es van constituir al municipi.

### Participació
La participació en aquestes eleccions va ser de 64,6%, el qual cosa implica que un total de 1.331 ciutadans del municipi van decidir exercir el seu dret a vot. Comparant aquesta participació amb la mitjana catalana, Montbrió del Camp ha registrat una xifra pràcticament idèntica, situant-se en 0,2 punts percentuals per sota.
A continuació, es presenta una taula amb els percentatges de participació registrats a diferents hores del dia de les eleccions:
| Hores              | Montbrió del Camp |
| ------------------ | ----------------- |
| Participació (14h) | 35,3% ( 4,3%)     |
| Participació (18h) | 51,7% ( 4,3%)     |
| Participació (20h) | 64,6% ( 2,6%)     |